# 何震
何 震（か しん、生年不詳 - 1607年）は、中国明代中期の篆刻家である。文彭を継承しながら篆刻を発展させ、新安印派の開祖となった。
字は主臣・長卿、号は雪漁山人。徽州府婺源県の人。

## 略伝
南京に住んだとき、印学（篆刻芸術）の開祖とされる文彭と師友の関係を結び、燈光石に篆刻することを学ぶ。漢印への復古を唱える文彭をよく継承し、のびやかで枯淡のある作風を確立した。文彭と名声が斉しく、「文・何」と並称され、名士がこぞって彼の印を買い求めた。何震は文彭以上に詞句印や室名印を好んで刻し、後進もこれにならった。また著書『続学古編』は吾丘衍の『学古編』とともに印学を志す者のバイブルとなった。
何震の死後20年、程原・程樸父子により『何氏印選』（忍草堂印選）が刊行される。
何震の優れた篆刻芸術はやがて徽州に一派を成した。この一派を中国の印学における二代流派のひとつである新安印派（黄山派・徽派・皖派）と呼び、蘇宣・梁袠・朱簡に加え「歙四家」とされる程邃・汪肇龍・巴慰祖・胡唐などの優れた篆刻家が育った。
因みに、もう一つの流派を西泠印派（浙派）という。
周亮工の『印人伝』に何震の業績がよく伝えられている。

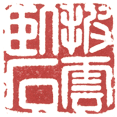
披雲臥石
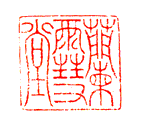
蘭雪堂
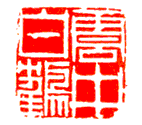
雲中白鶴
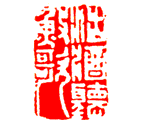
沽酒聴漁歌
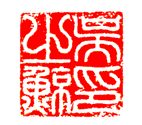
呉之鯨印
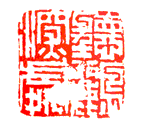
聴鸝深處
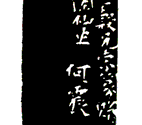
邊款